# Gare de Grand-Leez-Thorembais
La gare de Grand-Leez-Thorembais est une ancienne gare ferroviaire belge de la ligne 147, de Tamines à Landen via Fleurus située à Thorembais-les-Béguines sur le territoire de la commune de Perwez, dans la province du Brabant wallon en Région wallonne. Elle desservait également l'ancienne commune de Grand-Leez qui fait désormais partie de Gembloux.

## Situation ferroviaire
La gare de Grand-Leez Thorembais se trouvait au point kilométrique (PK) 29,8 de la ligne 147, de Tamines à Landen, via Fleurus, Gembloux et Ramillies entre les gares de Sauvenière et Perwez.

## Histoire
La ligne 147, mise en service en deux étapes en 1865 et 1868 est dotée d'une gare supplémentaire ouverte à tous trafics à proximité des villages de Grand-Leez et Thorembais qui devient opérationnelle le 17 février 1876. Elle s'appelait seulement Grand-Leez jusqu'en 1895.
Elle est fermée lorsque les derniers trains de voyageurs de cette section sont supprimés le 1er mars 1961. La ligne est fermée dans les années 1970.

## Patrimoine ferroviaire
Reconverti en habitation sur un terrain privé, le bâtiment des recettes de Hédenge appartient au plan type 1881 dont il constitue la version la plus commune, avec une aile de trois travées à droite.